# جیمز، ارل وسکس

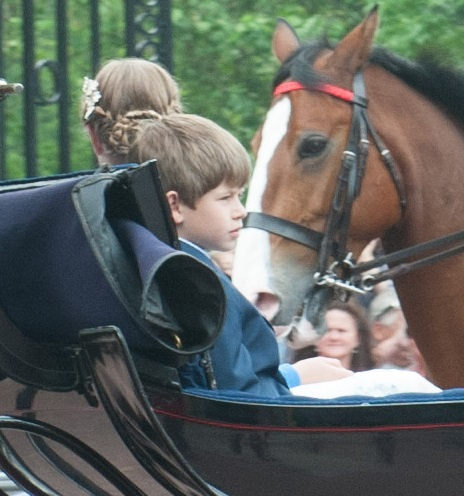
جیمز، ارل وسکس

جیمز، ارل وسکس (به انگلیسی: James, Earl of Wessex) (جیمز الکساندر فیلیپ تئو؛ متولد ۱۷ دسامبر ۲۰۰۷) کوچکترین فرزند و تنها پسر شاهزاده ادوارد، دوک ادینبرو، و سوفی، دوشس ادینبرو است. او جوان‌ترین نوهٔ الیزابت دوم و شاهزاده فیلیپ، دوک ادینبرا ست. جیمز در حال حاضر، نفر چهاردهم در نوبت جانشینی تاج‌وتخت بریتانیا است.

## مسئولیت‌های سلطنتی
او در ژوئن ۲۰۱۲ در نمایش مجلل جوبیلی در رود تیمز به همراه والدین و خواهر بزرگترش شرکت کرد. چند روز بعد هم به همراه والدین اش در مراسم شکرگزاری جوبیلی الماسی ملکه در کلیسای جامع سنت حضور یافت.